# Энциклопедия, или Толковый словарь наук, искусств и ремёсел
«Энциклопедия, или толковый словарь наук, искусств и ремёсел» (фр. Encyclopédie, ou Dictionnaire raisonné des sciences, des arts et des métiers) — французская энциклопедия эпохи Просвещения, одно из крупнейших справочных изданий XVIII века (т. 1—35, 1751—1780), которое, как считается, подготовило почву для Великой французской революции.
Вступление к «Энциклопедии», написанное д’Аламбером, можно рассматривать как манифест идей Просвещения. В нём он писал:

Цель «Энциклопедии» — объединить знания, рассеянные по поверхности земной, изложить их в общей системе для людей, с которыми мы живём, и передать их людям, которые придут за нами: дабы труды минувших веков не были бесполезны для веков грядущих, дабы наши потомки, став образованнее, стали также добродетельнее и счастливее и чтобы мы могли умереть в сознании исполненного пред человечеством долга.

Изначально издание задумывалось как перевод на французский язык Циклопедии (британского энциклопедического словаря) Эфраима Чеймберса (1728). После двух неудачных попыток найти подходящего редактора, в 1747 году инициатор «Энциклопедии», парижский издатель Андре-Франсуа Ле Бретон остановил свой выбор на Дени Дидро. Тот занимался этой работой в течение 25 последующих лет. Он был организатором, ответственным редактором, составителем проспекта и автором большинства статей по точным наукам.
Работа состояла из 35 томов, насчитывала 71 818 статей и 3129 иллюстраций. Первые 28 томов (17 томов текста (60 тысяч статей) и 11 томов «гравюр» (иллюстраций к тексту), опубликованные между 1751 и 1766 годами, были созданы под редакцией Дидро (хотя некоторые тома, состоящие из одних иллюстраций, не были напечатаны до 1772). Оставшиеся пять томов энциклопедии были написаны другими авторами в 1777, а два тома индекса (указателей) — в 1780. Много видных фигур эпохи просвещения приложили руку к созданию статей, включая Вольтера, Руссо, Монтескьё. Человеком, который внёс наибольший вклад, является Луи де Жокур, написавший 17 266 статей, или примерно по 8 в день с 1759 по 1765.
Среди именитых людей, так или иначе причастных к написанию «Энциклопедии», были:
- Жан Лерон д’Аламбер — редактор, математика, науки, философия, религия.
- Этьен Бонно де Кондильяк — философия.
- Шарль Боссю — математика.
- Бюффон — естественная история.
- Добантон — естественная история.
- Дени Дидро — главный редактор, экономика, механика, философия, политика, религия.
- Поль Гольбах — химия и минералогия, политика и религия.
- Луи де Жокур — экономика, литература, медицина, политика.
- Шарль-Луи Монтескьё — часть статьи «о вкусе».
- Франсуа Кенэ — статьи «крестьяне» и «злаки».
- Анн Робер Жак Тюрго — экономика, этимология, философия, физика.
- Вольтер — история, литература, философия.
- Жан-Жак Руссо — музыка, политическая теория.
- Этьен-Морис Фальконе — скульптура.

## История создания
Создатели «Энциклопедии» видели в ней инструмент, при помощи которого они уничтожат суеверия, предоставляя доступ к знаниям человечества. Это было квинтэссенцией мыслей Просвещения. «Энциклопедия» подвергалась жёсткой критике, в основном из-за тона, в котором она обсуждала религию. «Энциклопедию» обвиняли в том, что она наносит вред религии и общественной морали, её издание неоднократно приостанавливалось. «Энциклопедия» высказывалась в пользу протестантизма и оспаривала католические догмы. Больше того, в ней религия рассматривалась как ветвь философии, а не как последнее слово в науке и морали. Покровительство влиятельных сторонников, в том числе маркизы де Помпадур, помогло завершить работу.
Кроме того, «Энциклопедия» служила справочником и кратким руководством по всем существующим на тот момент технологиям, описывая инструменты и способы их применения.
В 1775 году права на издание перешли к Шарлю-Жозефу Панкуку. Он выпустил пять томов дополнительных материалов и двухтомный индекс. Некоторые включают эти тома в первое издание и, таким образом, «Энциклопедия» насчитывает 35 томов, хотя последние не были написаны именитыми авторами. С 1782 по 1832 Панкук и его последователи расширяют «Энциклопедию» до 166 томов. Она теперь носит название «Encyclopédie méthodique». Эта огромная по времени и объёму работа заняла тысячи рабочих и 2250 участников-авторов.
«Энциклопедия» представила схему распределения человеческих знаний, основанную на работе Фрэнсиса Бэкона. Три главные ветви, согласно ей: «Память»/история, «Разум»/философия и «Воображение»/поэзия. Теология, что примечательно, располагается в ветви «Философия» и занимает всего несколько пунктов.
История «Энциклопедии» — это в значительной степени история драматической борьбы Дидро за свое детище. Сперва иезуиты и янсенисты пытались принять участие в «Энциклопедии». Когда им это не удалось, они пустили в ход все влияние для борьбы против неё.
Буря разразилась тотчас же по выходе первого и второго томов. Сорбонна, возмущённая тем, что богословские статьи словаря были поручены не иезуитам, прежде всего лишила учёной степени автора этих статей, аббата де-Прада. Архиепископ парижский издал послание, осуждавшее диссертацию аббата, но лишь намекавшее на нечестивый дух «Энциклопедии». Де-Прад бежал к Фридриху II. Пострадали и два другие священнослужителя, участвовавшие в энциклопедии: Ивонн эмигрировал, Морелле был заключён в Бастилию. Гонения создали книге известность в обширных кругах читающей публики. Это вызвало ещё большее раздражение духовенства, по настоянию которого на вышедшие тома королевским советом было наложено запрещение. Продолжения предприятия это запрещение не коснулось, и мысль передать его иезуитам не была осуществлена. Дидро ответил гонителям резким отпором, указывая, что распространению неверия более способствует поведение духовенства, чем материалистическая философия.
Возникло предположение перенести продолжение дела в Берлин, но Вольтер основательно напомнил издателям, что там больше штыков, чем книг, и Афины там только в кабинете короля.
Через два года, когда отношения правительства к духовенству испортились и Дидро получил от Мальзерба, управлявшего делами печати, бумаги, захваченные у него, вышел третий том; в горячем предисловии д’Аламбер защищал великое дело.
Генеральный прокурор Омера де-Флери утверждал перед парламентом, что энциклопедисты — это «общество, составившееся с целью поддерживать материализм, разрушать религию, внушать независимость и питать развращенность нравов». Но, несмотря на уверения, будто энциклопедисты составили шайку с целью ниспровержения всех общественных основ, в 1754—1756 гг. вышли 4—6 тома «avec approbation et privilège da roi». За ними последовал через год 7-й, превзошедший силой остальные, несмотря на осторожность издателей. Особенно раздражено было французское духовенство лестным отзывом д’Аламбера об умеренной жизни и терпимости духовенства женевского. К тому же одновременно с седьмым томом (1757) появилась книга Гельвеция «Об уме» (De l’Esprit), послужившая поводом к новому взрыву. Иезуиты (в «Journal de Trévoux»), Фрерон (в «Année littéraire»), Палиссо (в «Petites lettres à des grands philosophes») добились назначения следственной комиссии. Решение государственного совета 8 марта 1759 г., по представлению Мальзерба, было снисходительно: привилегия, выданная в 1746 г., была уничтожена, продажа вышедших и следующих томов воспрещена, «в виду того, что польза, приносимая искусству и науке, совершенно не соответствует вреду, наносимому религии и нравственности». Ещё сильнее был новый удар, постигший энциклопедию: усталый и измученный, её покинул д’Аламбер.
В 1764 г., когда последние десять томов были почти закончены, чтобы сразу выйти в свет, Дидро заметил, что издатель Ле-Бретон, боясь цензуры, тайно от него цензуровал и искажал текст. Дидро еле пережил это несчастье, но в конце концов отказался от намерения уничтожить книгу; в 1765 г. подписчики получили последние десять томов; гравюры, в одиннадцати томах, были вполне готовы лишь в 1772 г.
Вследствие новых происков духовенства правительство распорядилось, чтобы всякий владелец энциклопедии представлял её в полицию; книги возвращали с незначительными вырезками.
Вольтер оставил — не вполне достоверный — рассказ о том, как защитники «Энциклопедии» постарались показать королю её полезные стороны: завели разговор о разных практических предметах — о порохе, о румянах — и принесённая в салон энциклопедия на всё дала удовлетворительные и интересные ответы. «Поистине — сказал король — я не могу понять, почему мне так дурно отзывались об этой книге».

## Значение
«Энциклопедия» являлась проводником идеологии просвещения. Исключение составляла только область литературы, риторики, поэтики: Мармонтель, редактор этого отдела, не смог подняться над преклонением пред признанными классиками. В статьях по теологии вокруг каждого догмата были нагромождены все возражения, сделанные различными ересями. В статьях по политике руководящим началом служило учение Монтескьё. В старом режиме не было такого учреждения, на которое не была бы направлена яростная критика «Энциклопедии». Внимание к людям труда выражалось не только в этих агитационных статьях, но и в громадной массе статей, посвящённых практической технике. Сын ремесленника, Дидро видел в развитии техники средство для возвышения рабочего люда и дал в энциклопедии полное руководство по всем отраслям труда, снабжённое точными и многочисленными рисунками. Он сам с величайшим вниманием знакомился для этого с ремёслами, входя во все их детали.
Идейное единство «Энциклопедии» не мешало ей, однако, быть грудой самых разнообразных материалов. «Ваш труд — вавилонское столпотворение», писал Вольтер Дидро; «добро и зло, истина и ложь, серьезность и легкомыслие — все перемешано здесь. Есть статьи, автором которых, верно, был какой-нибудь завсегдатай будуаров, автором других — причётник; самые страшные дерзости встречаются здесь с удручающими пошлостями».
Успех энциклопедии был громаден; первое издание было напечатано в тридцати тысячах экземпляров, и издатель, затратив на печатание 1158 тысяч ливров, заработал 2630 тысяч. В 1774 г. уже было четыре иностранных перевода Энциклопедии.
Роль «Энциклопедии» как идейной подоплёки французской революции неоспорима. Британская энциклопедия (классическое издание 1911 года) пишет: «Не существовало никогда энциклопедии, политическая важность которой была бы так велика, равно как и энциклопедии, которая заняла бы такое видное место в жизни общества, истории и литературе своего века. Она не только давала информацию, но навязывала мнение».
Энциклопедии получили распространение во всех странах. В 1772 году начала выходить «Британника» в Эдинбурге, а с начала XIX столетия энциклопедии выходят в Германии, Испании, России. Все они были вдохновлены опытом первой энциклопедии.
«Энциклопедия» получила по тому времени довольно широкое распространение. В начале выходила по подписке. В первый раз откликнулось более 2000 подписчиков. Она выходила тиражом 4250 экземпляров (в XVIII веке тираж книг редко превышал 1500 экземпляров). Она несколько раз переиздавалась, в том числе в Лукке (1758—1776), Женеве (1778—1779), Лозанне (1778—1781), во многих странах, включая Россию, появились полные и частичные переводы статей оригинального издания.
«Энциклопедисты успешно обосновывали и рекламировали свою точку зрения, свою веру в силу разума. Они распространили знание, способное всколыхнуть волю человека и помогли сформировать те общественные проблемы, на которых фокусировалась французская революция. Несмотря на то, что вряд ли художники, техники и все те, чья работа и присутствие рассеяны по „Энциклопедии“, читали её, признание их работы равной работе интеллектуалов, церковников и правителей фактически подготовило почву для протестов и вопросов. Так, „Энциклопедия“ послужила для того, чтобы распознать и оживить новую основу власти, полностью разрушая старые ценности, и создавая новые» — пишет Кларинида Донато в «Энциклопедии века революции».